# Elizabeth Seal
Elizabeth Anne Seal (nascuda el 28 d'agost de 1933 a Gènova) és una actriu britànica. El 1961, va guanyar el premi Tony a la millor actriu protagonista de musical  per la seva actuació en el paper principal d'Irma La Douce.

## Carrera
Elizabeth Seal va debutar professionalment, com a ballarina, als 17 anys al musical d'Ivor Novello Gay's the Word (1951) al Saville Theatre. Després va aparèixer a in The Glorious Days (1953) amb Anna Neagle, i la revista Cockles and Champagne (1954).
Aleshores, Seal va arribar a la fama com a 'Gladys' a la producció del West End de The Pajama Game de Richard Adler and Jerry Ross al London Coliseum el 1955. Per la seva actuació, Seal va guanyar el premi a la Debutant més prometedora del Variety Club of Great Britain. Mentre apareixia al programa, va debutar al cinema al costat de John Mills, Alec McCowen i Charles Coburn a Town on Trial (1957), interpretant el paper de "Fiona".
Va debutar en el teatre directe quan Peter Hall la va triar per interpretar el paper d'Esmeralda a l'obra Camino Real de Tennessee Williams, al costat de alongside Denholm Elliott, Diana Wynyard, i Harry Andrews. Aleshores, Seal va assumir el paper de Lola a Damn Yankees de Belita al London Coliseum. Això li va portar un altre premi del Variety Club of Great Britain com a millor actriu. Durant la carrera va fer la pel·lícula Cone of Silence (1960) amb George Sanders, Bernard Lee, i Michael Craig.
Després d'haver vist l'actuació de Seal als Damn Yankees, l'empresari del teatre Hugh 'Binkie' Beaumont va voler trobar un vehicle protagonista per a Seal i el va trobar al musical francès Irma La Douce de Marguerite Monnot. L'espectacle va ser dirigit a Londres per Peter Brook, i Seal va interpretar el paper principal al costat de Keith Michell al Lyric Theatre. Seal es va quedar amb el programa durant dos anys, temps durant els quals va ser vista per David Merrick, qui va esperar que estigués disponible quan va produir la producció de Broadway del musical el 1960. Durant la carrera de Broadway, va guanyar el 1961 el Premi Tony a la millor actriu en un musical.
Després d'alguns espectacles nord-americans més, com A Shot In The Dark, Exiles de James Joyce i diverses aparicions al cabaret, Seal va deixar l'escenari durant uns quants anys per formar una família.
Va tornar a Londres el 1969 per aparèixer a la producció de Beaumont de Cat Among The Pigeons dirigida per Jacques Charron de la Comédie-Française. Va seguir un renaixement del musical Salad Days de Julian Slade i Dorothy Reynolds al Duke of York's Theatre, i Seal més tard va assumir el paper de 'Roxie Hart' a Chicago: A Musical Vaudeville (conegut avui com a Chicago The Musical) a la producció original de Londres, al costat de Jenny Logan (que va interpretar a Velma Kelly) el 1979. Va tornar una vegada més als escenaris de Broadway el 1983 al costat de Cicely Tyson en el revival de The Corn Is Green dirigida pel seu ex cunyat, Vivian Matalon.
Per dedicar més temps a la seva vida privada, Seal es va dedicar a l'ensenyament. Va idear i coreografiar espectacles per a la Guildford School of Acting i Central School of Speech and Drama, i va coreografiar La Traviata per a la Welsh National Opera. Durant aquest temps també va completar el seu màster.
Després de la mort del seu marit Michael Ward, va tornar als escenaris a Gay's the Word d'Ivor Novello en el seu primer revival professional al Finborough Theatre, i es va quedar amb l'espectacle per al seu trasllat al Jermyn Street Theatre el 2013.
Continua amb una agenda activa com a arxivadora del llegat fotogràfic i la biblioteca de Michael Ward.

## Vida personal
Seal s'ha casat tres vegades. El seu primer marit va ser el redactor publicitari Peter Townsend, i el segon va ser l'actor, cantant, escriptor i director Zack Matalon, amb qui va tenir tres fills. El seu fill gran Adam Matalon, amb seu a Los Angeles, és showrunner/creador i escriu, dirigeix i produeix per a la televisió; l'escriptora, poeta i compositora Sarah Matalon-Levy està casada i viu a París; el seu fill petit, Noah Matalon, viu i treballa a Nova York com a consultor de projectes de capital i en promoció immobiliària.
Es va casar amb el fotògraf i antic actor Michael Ward el 1976 i és la madrastra de les seves dues filles Sam Ward i Tasha Clavel. Des de la mort de Ward el 2011, Seal ha promocionat el seu treball per a exposicions i publicacions.

## Filmografia sel·lecta
- Radio Cab Murder (1954)
- Town on Trial (1957)
- Cone of Silence (1960)
- Vampire Circus (1972)
- Mack the Knife (1989)
- Lara Croft Tomb Raider: The Cradle of Life (2003)

## Televisió
- 9 de març de 1962 - Route 66 Segona temporada (1961-1962) "Blues for the Left Foot" Route 66, Episode 52. Com la ballerina Rosemarie; el segon marit de Seal, Zack Matalon, interpretà a Pete.[10]